# Buckautal
Buckautal est une commune allemande de l'arrondissement de Potsdam-Mittelmark, Land de Brandebourg.

## Géographie
Buckautal se situe à la frontière avec la Saxe-Anhalt, au sud de la Fiener Bruch, un sandur où poussent principalement des pins, dans la vallée de la Buckau et ses affluents, la Krummer Bach, la Strepenbach, la Litzenbach et la Kirchenheider Bach.
La commune comprend Buckau, Dretzen et Steinberg.
|         | Ziesar    |        |
| Möckern | Buckautal | Gräben |
|         | Görzke    |        |

Buckautal se trouve sur la Bundesstraße 107, Steinberg sur la Bundesautobahn 2.

## Histoire
Buckau est mentionné pour la première fois en 946 sous le nom de Bucounici. C'est la mention la plus ancienne d'une commune du Brandebourg.
La commune de Buckautal est créée en mars 2002 à la suite de la fusion volontaire des communes de Buckau et Dretzen puis de Steinberg.

## Source
- (de) Cet article est partiellement ou en totalité issu de l’article de Wikipédia en allemand intitulé « Buckautal » (voir la liste des auteurs).